# Helena d'Orleans
Helena d'Orleans (francès: Hélène d'Orléans)  (Londres, 13 de juny de 1871 - Castellammare di Stabia, 21 de gener de 1951) Helena d'Orleans, duquessa d'Aosta, fou una princesa de sang de França de la Casa reial dels Orleans amb el tractament d'altesa reial. Helena esdevingué la segona duquessa d'Aosta.

## Biografia
Helena va ser la tercera dels vuit fills nascuts del príncep Lluís Felip d'Orleans, comte de París, i de la infanta Maria Isabel d'Espanya. El seu pare era net de Lluís Felip I de França, rei dels francesos, i havia estat hereu aparent al tron des de 1842 fins a l'exili de la dinastia el 1848. Com els seus dos germans grans, va néixer a l'exili a York House, Twickenham, poc abans que la llei de desterrament contra la dinastia fos derogada. Repatriada a França a finals de juny de 1871, la família es va instal·lar a París a l'Hotel Fould a la Rue du Faubourg Saint-Honoré. , com a convidats del seu oncle, Enric d'Orleans, duc d'Aumale, les riqueses i propietats del qual a França no havien estat confiscades el 1852, a diferència de les dels altres prínceps d'Orleans. El 21 de desembre de 1872, l'Assemblea Nacional va promulgar una llei de restitució, autoritzant la restauració d'aproximadament 40 milions dels vuitanta milions de francs per valor. de propietats que abans havien pertangut a la Casa d'Orleans, encara que la readquisició real d'aquesta riquesa trigaria diversos anys.
Mentrestant, una amiga íntima del comte i comtessa de París, Maria Brignole Sale De Ferrari, va posar a la seva disposició la planta baixa i els jardins de l'Hôtel Matignon a la rue de Varenne a París. Al llarg de la contigua rue de Babylone, la duquessa va fer construir una casa de poble de dos pisos per allotjar els nens d'Orleans, les seves institutrius i tutores, que va servir com a casa d'Hélène des de 1876 fins que el seu pare va ser novament exiliat.
Casada l'any 1896 amb el príncep Manuel Filibert de Savoia-Aosta, fill del rei Amadeu I d'Espanya i de la princesa de la Cisterna, Maria Victòria del Pozzo. La parella s'establí al Palau de la Cisterna de Torí i tingueren dos fills:
- SAR el príncep Amadeu de Savoia-Aosta, nat a Torí el 1898 i mort en un camp de concentració britànic a Nairobi el 1942. Es casà amb la princesa Anna d'Orleans l'any 1927 al Palau de Capodimonte.

- SAR el príncep Aimó de Savoia-Aosta, nat a Torí el 1900 i mort a Buenos Aires el 1948. Casat amb la princesa Irene de Grècia el 1939 a Florència.

L'any 1931, el duc Manuel Filibert moria a Torí com a conseqüència d'una malaltia pulmonar i la princesa Helena tornà a contraure matrimoni, l'any 1936, amb el coronel de l'exèrcit italià, Oddone (Otto) Maria Campini (1872-1951), amb qui no tingué descendència.
La princesa sobrevisqué a la Segona Guerra Mundial i a la caiguda de la monarquia italiana l'any 1946. Morí l'any 1951 a la localitat italiana de Castellmara di Stabia a l'edat de 79 anys.